# Massa di Toano
Massa di Toano (Masa ed Tvân in dialetto reggiano), meglio conosciuta come Massa, è una frazione del comune di Toano, cittadina dell'Appennino reggiano. Confina con i paesi di Castelvecchio, La Collina, Cassiandro.

## Geografia
Il territorio del comune di Toano è compreso tra i fiumi Secchia e Dolo: Massa è situata sulla vallata reggiana del fiume Dolo, rivolta verso Montefiorino. Dista circa 3 km da Toano ed è situata sulla strada principale che collega il comune con le zone della città come Sassuolo. Per molti Massa comprende tutti i territori circostanti, considerando ad esempio La Collina e Castelvecchio come borgate del paese.

## Monumenti e luoghi d'interesse

### Chiesa di San Michele Arcangelo
La chiesa di Massa è dedicata a San Michele Arcangelo. È di origine matildica, tuttavia nasce sui resti di una molto antica, risalente al 174 d.C.. Appare nel diploma del 1164 di Federico Barbarossa, anche se è più antica. Dal 1173 passa sotto il controllo dell'Abbazia di Frassinoro e per distinguerla dagli altri paesi omonimi, si faceva riferimento a ciò: documento del 1345: "Ecclesia S. Michaelis de Massa de Abacia".
Oggi la chiesa appare molto decorata, in quanto soggetta a diversi restauri, ma ha comunque conservato l'impronta originale.
Attorno al 1683 la chiesa è stata oggetto di un importante restauro.
Per quanto riguarda il campanile, le modifiche risalgono al XVIII secolo, con l'aggiunta delle serliane.
Il rifacimento della facciata risale al 1854, con l'innesto della nuova porta, richiamante il neoclassicismo. L'abside è stato sistemato attorno al 1960. La chiesa è orientata liturgicamente con facciata a capanna conclusa da una leggera gola in pietra viva. Il paramento è in pietra a conci squadrati uniti quasi senza malta cementizia (così come a Marola, Toano e Belleo). L'unica parte che appare intatta nella sua vetustà è il muro a sud, vicino alla porta laterale.
Nel punto più alto della facciata è posto il frammento di una pietra con la parte superiore di una croce a raggi mentre a lato della porta si notano la raffigurazione di un cane e di un fregio ad intreccio. Nel muro a sud è posta una pietra che rappresenta l'episodio della Genesi della cacciata dal paradiso terrestre. Accanto ad esso vi è un altro rilievo, che raffigura un lupo. L'interno della chiesa è ad aula con abside semicircolare. Il tetto è a capriate. Il presbiterio ha una copertura a volta a botte. Il campanile è situato di fianco alla chiesa, sul lato nord. Sul sagrato è posta una maestà in pietra, provvista di nicchia a volute, dedicata a San Michele.

### Oratorio Madonna delle Grazie
Procedendo verso la chiesa, a sinistra è situato l'oratorio Madonna delle Grazie, risalente al XIX secolo. Appare come una struttura semplice. La facciata è a capanna in pietra, con angoli decorati. L'interno è composto da una parte ad aula e di fronte all'ingresso vi è l'abside semicircolare. Il soffitto è caratterizzato da una volta a botte molto decorata.

### Castello di Massa e Torre Ferrarini
Il castello di Massa risale al 1035. Appare nella lista dei beni posseduti dell'Abbazia di Frassinoro del 1164. Passò poi sotto il possesso degli Estensi e successivamente come feudo dei Montecuccoli, degli Scalabrini e dei Marchisio. Ad oggi, è rimasta soltanto una torre (la Torre Ferrarini), vittima di danni durante il territorio del 1920. La pianta risulta quadrata e il soffitto a volta a botte. Durante il XVIII secolo, durante il governo dei Marchisio, Massa contava 324 abitanti.